# Crawley
Pour les articles homonymes, voir Crawley (homonymie).
Crawley est une ville du comté du Sussex de l'Ouest au Royaume-Uni.

## Généralités
La population de Crawley est de 116 880 habitants. La ville a connu une forte période de croissance démographique après la Seconde Guerre mondiale, quand les Londoniens fuyaient les quartiers sud dévastés par le Blitz. La ville est prospère et connait un faible taux de chômage.
Crawley est une ville très récente (seule une très petite partie du centre-ville fait partie du « vieux » Crawley).

## Structure de la ville
La ville est divisée en plusieurs quartiers :
- Southgate
- Furnace Green
- Gossops Green
- Bewbush
- Broadfield
- Northgate
- Pound Hill
- Tilgate
- Three Bridges
- Ifield
- Maidenbower
- Langley Green
- West Green
- Manor Royal - Une zone industrielle
- Gatwick - Toute l'aire entourant l'aéroport International de London Gatwick.

La ville est fortement tirée par l'influence de l'aéroport de London Gatwick, qui occupe toute la partie Nord de la ville (au Nord de Manor Royal)

## Personnalités liées à la ville
- Caroline Haslett (1895-1957), ingénieure
- Romesh Ranganathan (1978-), humoriste et acteur
- 2D (1978-), chanteur et pianiste fictif du groupe Gorillaz
- The Cure

## Transports
Crawley possède un réseau de bus assez dense, exploité par la compagnie Metrobus.
Le projet FastWay en cours de réalisation vise à la création de nouveaux bus guidés.
Crawley est relié à l'autoroute M23 (Londres à Brighton). Londres se trouve à moins de trente minutes.